# Бени-Суэйф
Бе́ни-Суэ́йф (араб. بني سويف‎) — административный центр провинции Бени-Суэйф в Египте.

## Этимология
Современное название города — искажение старого названия Банмисуайх (араб. بنمسويه‎, встречается также форма Манфисуайх), которое, в свою очередь, скорее всего является искажением коптской топонимической конструкции. Рамзи также отождествлял город с древней Пуфисой.

## География
Бени-Суэйф — важный сельскохозяйственный центр, выросший из небольшой деревни в начале XX века. Со средних веков известен производством тканей, сейчас действуют предприятия по переработке хлопка и изготовлению ковров. Также город знаменит алебастром, добываемым в близлежащих холмах. Бени-Суэйф расположен в 115 км к югу от Каира. Недалеко от города расположены Пирамида в Медуме и Фаюмский оазис.

### Население
По данным на 2018 год численность населения составляет 246 395 человека.
Динамика численности населения города по годам:
| 1996    | 2006    | 2018    |
| ------- | ------- | ------- |
| 171 734 | 193 048 | 246 395 |

## Известные жители
- Мухаммад Осман аль-Джаляль (1829—1898) — египетский писатель и переводчик.
- Ахмед Хамруш (1921—2011) — египетский политик, историк и писатель.
- Мухаммед Овейс (1919—2011) — египетский художник, профессор Художественного института в Александрии[4].